# Borsa Italiana
Borsa Italiana S.p. A. er børsen i Italien og holder til i Palazzo Mezzanotte ved Piazza Affari i Milano.
Børsen opstod under navnet Borsa di Commercio di Milano gennem et dekret fra vicekongen Eugène de Beauharnais i 1808. Børsen var statsejet frem til 1998, da det italienske værdipapirmarked blev fuldstændigt privatiseret og børsen blev omdannet til et aktieselskab under navnet Borsa Italiana. Børsen var først ejet hovedsageligt af italienske banker, men fusionerede i midten af 2007 med London Stock Exchange (LSE).

## Linksr
- Officielle hjemmeside.

45°27′54.57″N 9°10′59.8″Ø / 45.4651583°N 9.183278°Ø